# NASCAR Grand National de 1967
A Temporada da NASCAR Grand National de 1967 foi a 19º edição da Nascar, com 49 etapas disputadas o campeão foi Richard Petty.

## Calendário
| N. | Data         | Corrida                    | Circuito                        | Campeão          | Segundo         | Terceiro         |
| 1  | 13 november  | Augusta 300                | Augusta Speedway                | Richard Petty    | Paul Lewis      | David Pearson    |
| 2  | 22 januari   | Motor Trend 500            | Riverside International Raceway | Parnelli Jones   | Paul Goldsmith  | Norm Nelson      |
| 3  | 24 februari  | Daytona 500 Qualifier #1   | Daytona International Speedway  | LeeRoy Yarbrough | A.J. Foyt       | Paul Goldsmith   |
| 4  | 24 februari  | Daytona 500 Qualifier #2   | Daytona International Speedway  | Fred Lorenzen    | Darel Dieringer | Cale Yarborough  |
| 5  | 26 februari  | Daytona 500                | Daytona International Speedway  | Mario Andretti   | Fred Lorenzen   | James Hylton     |
| 6  | 5 maart      | Fireball 300               | Asheville-Weaverville Speedway  | Richard Petty    | Darel Dieringer | Bobby Allison    |
| 7  | 19 maart     | Southeastern 400           | Bristol Motor Speedway          | David Pearson    | Cale Yarborough | Darel Dieringer  |
| 8  | 25 maart     | Greenville 200             | Greenville-Pickens Speedway     | David Pearson    | Jim Paschal     | John Sears       |
| 9  | 27 maart     | Race 9                     | Bowman Gray Stadium             | Bobby Allison    | Richard Petty   | John Sears       |
| 10 | 2 april      | Atlanta 500                | Atlanta Motor Speedway          | Cale Yarborough  | Dick Hutcherson | Buddy Baker      |
| 11 | 6 april      | Columbia 200               | Columbia Speedway               | Richard Petty    | Jim Paschal     | Dick Hutcherson  |
| 12 | 9 april      | Hickory 250                | Hickory Motor Speedway          | Richard Petty    | Dick Hutcherson | James Hylton     |
| 13 | 16 april     | Gwyn Staley 400            | North Wilkesboro Speedway       | Darel Dieringer  | Cale Yarborough | Dick Hutcherson  |
| 14 | 23 april     | Virginia 500               | Martinsville Speedway           | Richard Petty    | Cale Yarborough | J.T. Putney      |
| 15 | 28 april     | Race 15                    | Savannah Speedway               | Bobby Allison    | Richard Petty   | Jim Paschal      |
| 16 | 30 april     | Richmond 250               | Richmond International Raceway  | Richard Petty    | Bobby Allison   | Dick Hutcherson  |
| 17 | 13 mei       | Rebel 400                  | Darlington Raceway              | Richard Petty    | David Pearson   | Dick Hutcherson  |
| 18 | 19 mei       | Beltsville 200             | Beltsville Speedway             | Jim Paschal      | Richard Petty   | Bobby Allison    |
| 19 | 20 mei       | Tidewater 250              | Langley Field Speedway          | Richard Petty    | Bobby Allison   | James Hylton     |
| 20 | 28 mei       | World 600                  | Charlotte Motor Speedway        | Jim Paschal      | David Pearson   | Bobby Allison    |
| 21 | 2 juni       | Asheville 300              | New Asheville Speedway          | Jim Paschal      | Donnie Allison  | Richard Petty    |
| 22 | 6 juni       | Macon 300                  | Middle Georgia Raceway          | Richard Petty    | James Hylton    | Elmo Langley     |
| 23 | 8 juni       | East Tennessee 200         | Smoky Mountain Raceway          | Richard Petty    | Jim Paschal     | Dick Hutcherson  |
| 24 | 10 juni      | Race 24                    | Fairgrounds Raceway             | Bobby Allison    | Jim Paschal     | Richard Petty    |
| 25 | 18 juni      | Carolina 500               | Rockingham Speedway             | Richard Petty    | Buddy Baker     | Dick Hutcherson  |
| 26 | 24 juni      | Pickens 200                | Greenville-Pickens Speedway     | Richard Petty    | Dick Hutcherson | Elmo Langley     |
| 27 | 27 juni      | Race 27                    | Montgomery Speedway             | Jim Paschal      | Richard Petty   | Bobby Allison    |
| 28 | 4 juli       | Firecracker 400            | Daytona International Speedway  | Cale Yarborough  | Dick Hutcherson | Darel Dieringer  |
| 29 | 9 juli       | Northern 300               | Trenton Speedway                | Richard Petty    | Darel Dieringer | Jim Paschal      |
| 30 | 11 juli      | Maine 300                  | Oxford Plains Speedway          | Bobby Allison    | Richard Petty   | Jim Paschal      |
| 31 | 13 juli      | Race 31                    | Fonda Speedway                  | Richard Petty    | Bobby Allison   | G.C. Spencer     |
| 32 | 15 juli      | Islip 300                  | Islip Speedway                  | Richard Petty    | James Hylton    | G.C. Spencer     |
| 33 | 23 juli      | Volunteer 500              | Bristol Motor Speedway          | Richard Petty    | Dick Hutcherson | Darel Dieringer  |
| 34 | 27 juli      | Smokey Mountain 200        | Smoky Mountain Raceway          | Dick Hutcherson  | Richard Petty   | Jim Hunter       |
| 35 | 29 juli      | Nashville 400              | Music City Motorplex            | Richard Petty    | James Hylton    | John Sears       |
| 36 | 6 augustus   | Dixie 500                  | Atlanta Motor Speedway          | Dick Hutcherson  | Paul Goldsmith  | LeeRoy Yarbrough |
| 37 | 12 augustus  | Myers Brothers 250         | Bowman Gray Stadium             | Richard Petty    | Jim Paschal     | Bobby Allison    |
| 38 | 17 augustus  | Sandlapper 200             | Columbia Speedway               | Richard Petty    | John Sears      | Elmo Langley     |
| 39 | 25 augustus  | Race 39                    | Savannah Speedway               | Richard Petty    | Elmo Langley    | Tom Pistone      |
| 40 | 4 september  | Southern 500               | Darlington Raceway              | Richard Petty    | David Pearson   | G.C. Spencer     |
| 41 | 8 september  | Buddy Shuman 250           | Hickory Motor Speedway          | Richard Petty    | Jack Ingram     | Jim Paschal      |
| 42 | 10 september | Capital City 300           | Richmond International Raceway  | Richard Petty    | Dick Hutcherson | Paul Goldsmith   |
| 43 | 15 september | Maryland 300               | Beltsville Speedway             | Richard Petty    | Bobby Allison   | Jim Paschal      |
| 44 | 17 september | Hillsboro 150              | Occoneechee Speedway            | Richard Petty    | Dick Hutcherson | Buddy Baker      |
| 45 | 24 september | Old Dominion 500           | Martinsville Speedway           | Richard Petty    | Dick Hutcherson | David Pearson    |
| 46 | 1 oktober    | Wilkes 400                 | North Wilkesboro Speedway       | Richard Petty    | Dick Hutcherson | LeeRoy Yarbrough |
| 47 | 15 oktober   | National 500               | Charlotte Motor Speedway        | Buddy Baker      | Bobby Isaac     | Dick Hutcherson  |
| 48 | 29 oktober   | American 500               | Rockingham Speedway             | Bobby Allison    | David Pearson   | Paul Goldsmith   |
| 49 | 5 november   | Western North Carolina 500 | Asheville-Weaverville Speedway  | Bobby Allison    | Richard Petty   | David Pearson    |

## Classificação final - Top 10
| 1  | Richard Petty   | 42472 |
| 2  | James Hylton    | 36444 |
| 3  | Dick Hutcherson | 33658 |
| 4  | Bobby Allison   | 30812 |
| 5  | John Sears      | 29078 |
| 6  | Jim Paschal     | 27624 |
| 7  | David Pearson   | 26302 |
| 8  | Neil Castles    | 23218 |
| 9  | Elmo Langley    | 22286 |
| 10 | Wendell Scott   | 20700 |